# Каштанова, Анна Ивановна
Анна Ивановна Каштанова (11 октября 1924 — 5 октября 2010) — передовик советского сельского хозяйства, доярка совхоза «Красноярский» Красноярского района Куйбышевской области, Герой Социалистического Труда (1971).

## Биография
Родилась 11 октября 1924 года в селе Екатериновка Самарского уезда Самарской губернии в русской крестьянской семье. Завершив обучение в четырёх классах сельской школы, с двенадцатилетнего возраста стала трудиться в полеводческой бригаде колхоза «Зелёная роща». В годы Великой Отечественной войны была направлена для сооружения оборонительных укреплений под Жигулёвск, окончила курсы механизаторов при местной машинно-тракторной станции. Позже работала на тракторах ХТЗ и СТЗ.
В конце войны с мужем переехали в город Куйбышев и стали трудиться на Куйбышевском заводе автотракторного электрооборудования и карбюраторов. Через пять лет Каштанова возвратилась в родное село и стала трудиться в колхозе. В 1956 году перешла на животноводческую ферму работать дояркой. За ней была закреплена группа из 16 коров. В начале 1960-х годов колхоз был реорганизован в совхоз «Красноярский». Была внедрена машинная дойка, заменена порода коров. Надои увеличились до 4000 килограммов молока от каждой коровы  в среднем за год. 
В годы седьмой и восьмой пятилетки Анна была передовиком производства Красноярского района. В 1970 году ей удалось получить свыше 5000 килограммов молока от каждой коровы за год. Подобный результат достигался только на племенных фермах.  
«За выдающиеся успехи достигнутые в развитии сельскохозяйственного производства и выполнении пятилетнего плана продажи государству продуктов земледелия и животноводства», указом Президиума Верховного Совета СССР от 8 апреля 1971 года Анне Ивановне Каштановой было присвоено звание Героя Социалистического Труда с вручением ордена Ленина и золотой медали «Серп и Молот». 
Продолжала и дальше трудиться в сельском хозяйстве, оставалась в передовиках производства, была уважаема среди работников совхоза. В последние годы перед выходом на заслуженный отдых работала в родильном отделении совхозной фермы. С 1977 года на пенсии. 
А в 2001 году в Красном Яре учреждён приз имени Анны Ивановны Каштановой для лучшей доярки района. Этот приз по настоящее время ежегодно вручается лучшим представительницам этой профессии. В 2009 году была награждена медалью «За заслуги перед районом».
Проживала в посёлке Мирный Красноярского района Самарской области. Умерла 5 октября 2010 года.   

## Награды
За трудовые успехи была удостоена:
- золотая звезда «Серп и Молот» (08.04.1971);
- орден Ленина (08.04.1971);
- другие медали.